# Carl August Adolf Ruprecht

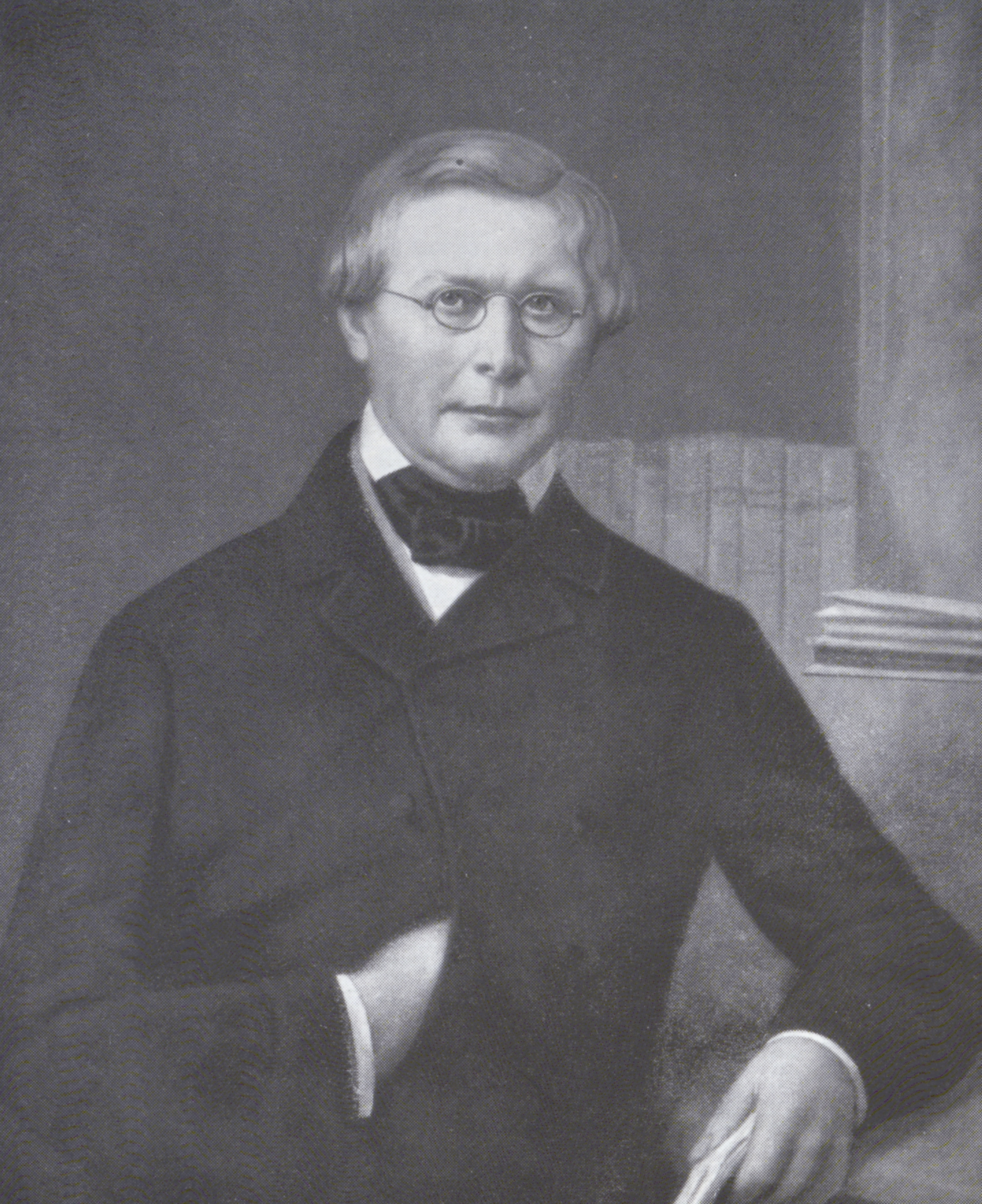
Carl August Adolf Ruprecht

Carl August Adolf Ruprecht (* 17. Mai 1791 in Göttingen; † 22. Mai 1861 ebenda) war ein deutscher Verleger.

## Leben
Carl August Ruprecht war der Sohn des Verlegers Carl Friedrich Günther Ruprecht. Da die Mutter schon im Jahr 1800 starb, wurden Carl August und seine Schwester von einer Tante erzogen, den Privatunterricht übernahm der Kandidat der Theologie Justus Danckwerts. Danckwerts heiratete bald darauf Ruprechts Schwester. In den letzten Schuljahren besuchte Carl August Ruprecht das Gymnasium in Lüneburg. Anschließend absolvierte er wahrscheinlich eine dreijährige Buchhändlerlehre im Verlag des Vaters Vandenhoeck & Ruprecht. Im November 1812 heiratete er Caroline Heidelbach. Zusammen mit seinem Schwager Justus Danckwerts leitete er den Verlag dreißig Jahre lang bis zu Danckwerts’ Tod 1842. Carl August Ruprecht wurde nun Alleinbesitzer des Verlags. 1847 wurde sein ältester Sohn, Carl Johann Friedrich Wilhelm Ruprecht, Teilhaber des Verlags.